# Direktreduktion

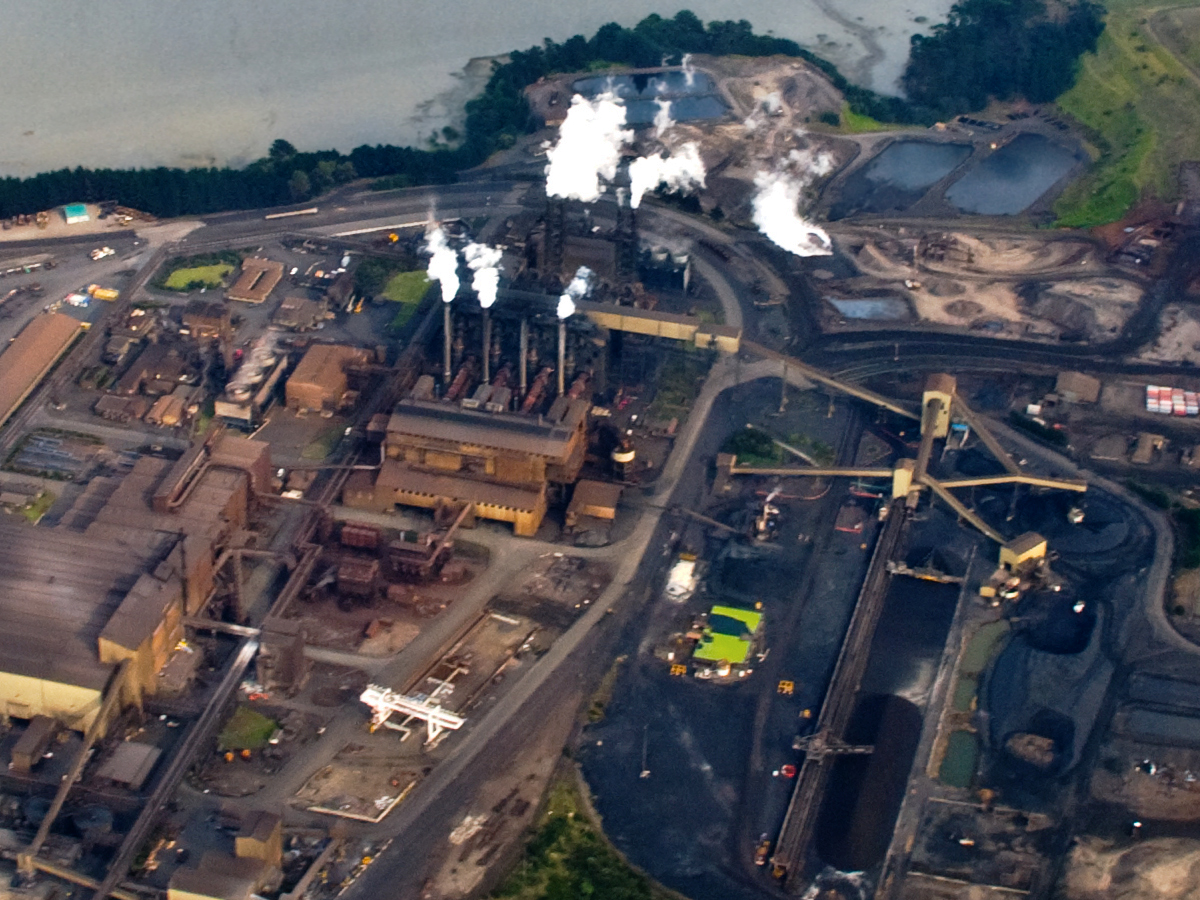
Stålverket New Zealand Steel, med ett direktreduktionsverk av typen Stelco-Lurgi vilket har en kapacitet på 650 000 ton per år.

Direktreduktion (DR) är en metod som används för att reducera järnmalm till metalliskt järn; så kallat direktreducerat järn (DRI).

## Historik

Årsproduktion av DRI sedan 1970, samt procentuell andel av olika typer av verk.

Reduktion av järnmalm i fast form är historiskt den äldsta metoden för att få stål. Tidiga ugnar (blästerugnar) var oförmögna att nå den temperaturer som krävs för att framställa en järnsmälta. Produkten blev istället en heterogen sammansättning av  metalliskt järn, med inklusioner av gråberg och träkol. Denna process ersattes gradvis från 100-talet i Kina och 1200-talet i Europa av masugnen, som uppnår reduktion av järnmalmen under smält fas. Vissa typer av ugnar överlevde in på 1800-talet, som exempelvis katalansk ugn.
Under åren 1930 till 1970 användes Krupp–Renn-processen för direktreduktion. Metoden använde sig av en roterugn, för att reducera järnmalmen. Höganäsprocessen är en annan process som började användas runt 1950.

## Nuläget
Metoden är idag vanlig i länder som har tillgång till naturgas, så som exempelvis i Venezuela, USA, Indien och länder i Mellanöstern. Idag är Midrex och HyL de vanligaste typerna av direktreduktionsverk.